# Марриета (аэропорт)
Аэропорт Френч-Вэлли (англ. French Valley Airport), (ИАТА: RBK, FAA LID: F70) — гражданский аэропорт, расположенный на юго-западе округа Риверсайд (Калифорния), США.
Аэропорт находится неподалёку от городов Марриета и Темекьюла.

## Операционная деятельность
Аэропорт Френч-Вэлли занимает площадь в 106 гектар, расположен на высоте 411 метров над уровнем моря и эксплуатирует одну взлётно-посадочную полосу:
- 18/36 размерами 1829 х 23 метров с асфальтовым покрытием.

За период с 31 марта 2006 по 31 марта 2007 года Аэропорт Френч-Вэлли обработал 98 185 операций взлётов и посадок самолётов (в среднем 269 операций ежедневно), все рейсы в данном периоде пришлись на авиацию общего назначения. В данный период в аэропорту базировалось 311 воздушных судов, из них 91 % — однодвигательные самолёты, 4 % — многодвигательные, 2 % — реактивные самолёты, 2 % — вертолёты и 1 % — планеры.